# Huhntauben

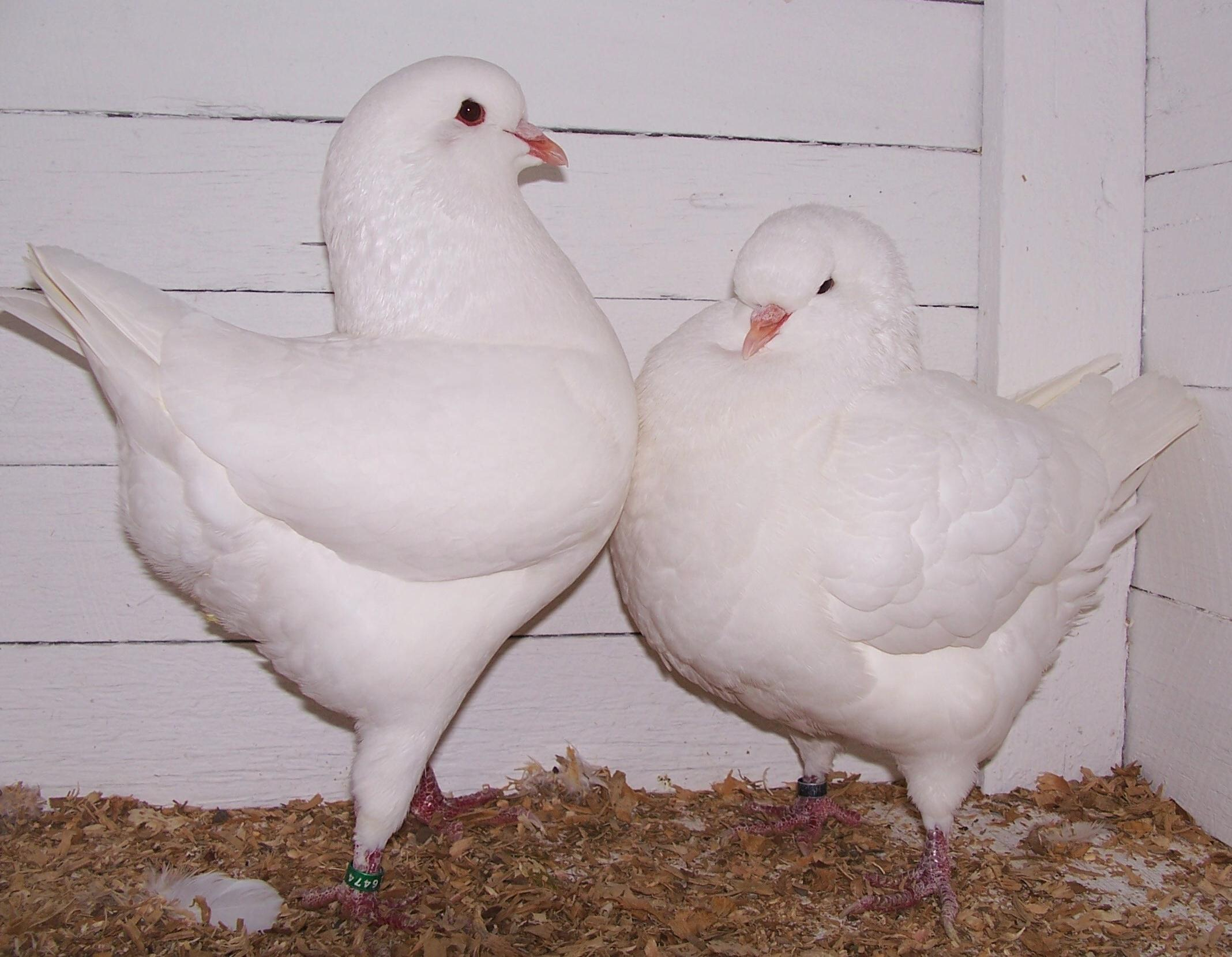
Weiße Kingtauben

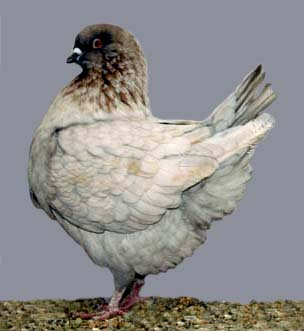
Modena

Huhntauben sind Rassetauben, die nach einer bestimmten huhnähnlichen Körperform gezüchtet werden. Gestalt und Haltung der Tiere dieser Rassengruppe erinnern stark an Hühner. Abgesehen von der meist beträchtlichen Größe, die auch die Nutzung einiger Rassen als Wirtschaftstauben begründet, ähneln sie durch den kurzen, breiten, gedrungen gebauten, vollbrüstigen Rumpf, den kurzen, nach Art des Huhnschwanzes aufrecht oder wenigstens über waagerecht getragenen Schwanz mit aufgestülptem Bürzel und die kurzen, kräftigen Flügel äußerlich Haushühnern. Der mit Flaumfedern bedeckten Steiß, die weit auseinander stehenden, hohen, starken, kräftig aus dem Rumpf hervortretenden, nacktfüßigen Beine und die ganze Haltung und Bewegung tragen ebenfalls zu diesem Erscheinungsbild bei und gelten als charakteristisch für als Huhntauben bezeichnete Rassen. Ebenfalls typisch sind ein langer, kräftiger, schön gebogener Hals, ein glatter, haubenloser, ziemlich langer und schmaler, spitz zulaufender (gestreckter) Kopf, ein mittellanger oder noch kürzerer, starker, oberseits unmerklich gebogener Schnabel, eine glatte Wachshaut und ein glatter, schmaler Augenrand.

## Liste der Rassen der Huhntauben

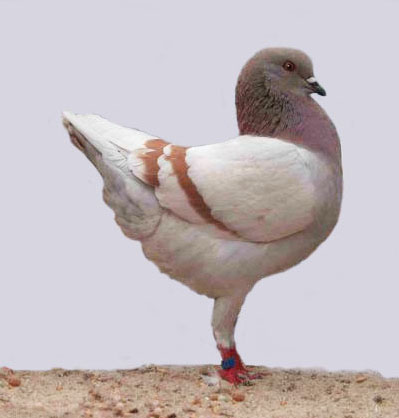
Deutscher Modeneser

Durch die Europäische Standard Kommission für Tauben (ESKT) des Europäischen Verbandes für Geflügel-, Tauben-, Vogel-, Kaninchen- und Caviazucht (EE) wurden sieben Rassen in der Gruppe der Huhntauben bestätigt:
- Florentiner (I/201)

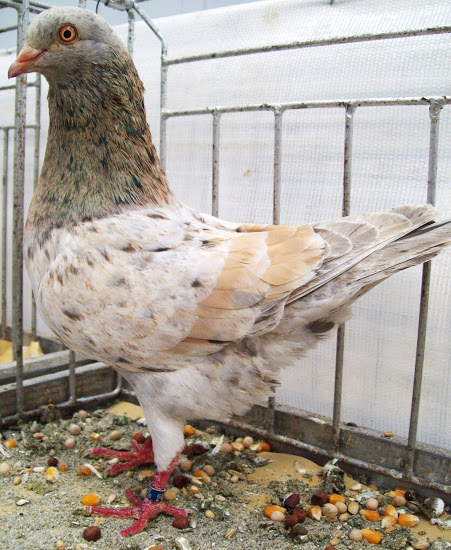
Triganino Modeneser

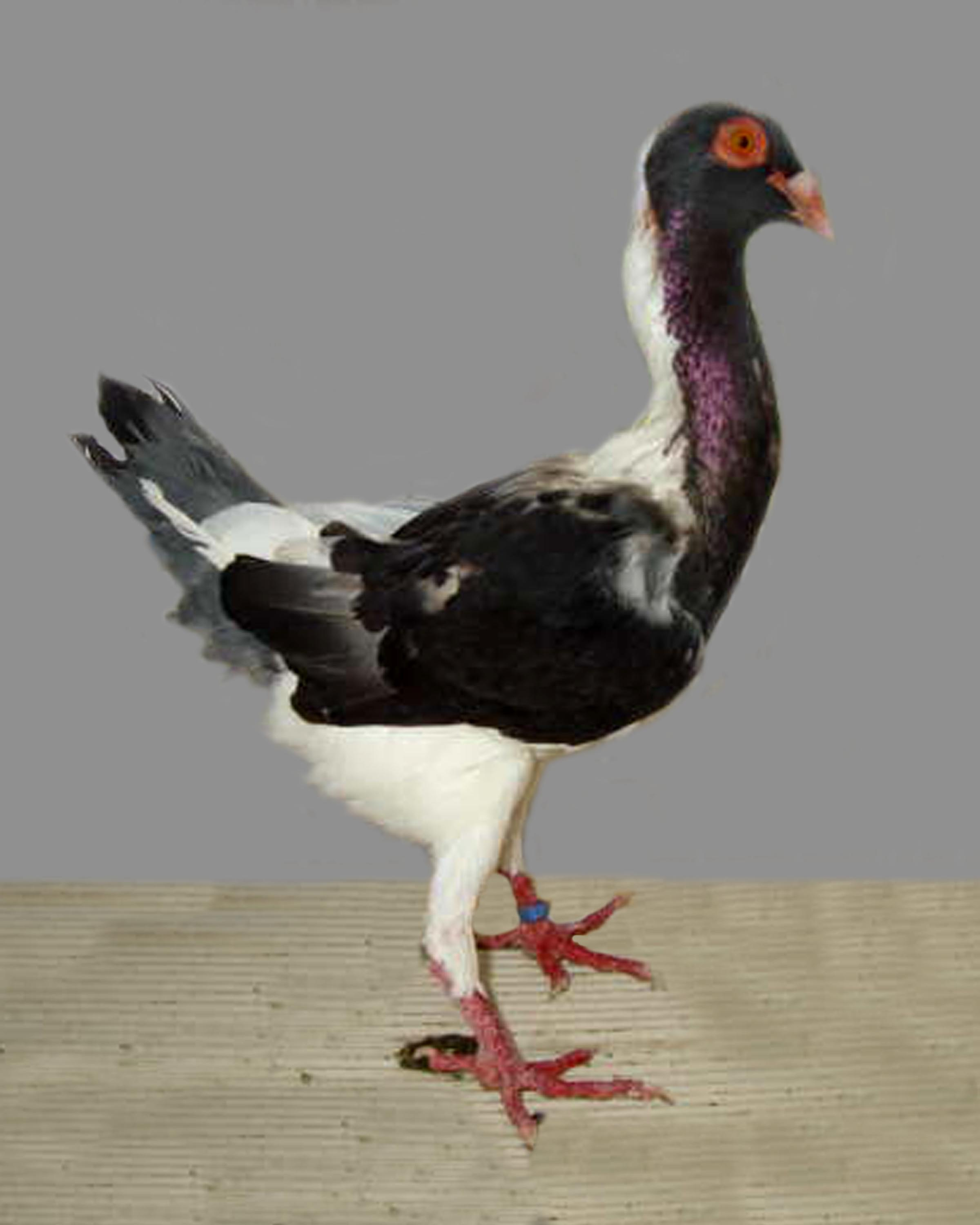
Schwarze Huhnschecke

- Huhnschecke (A/202), auch Linzer Taube
- Malteser (A/203)
- King (ESKT/204)
- Modena (GB/205)
- Deutscher Modeneser (D/206)
- Triganino Modeneser (I/207)

Gleichauf, Schütte und Vogel zählen zudem folgende Rassen zur Gruppe der Huhntauben:
- Makoer Huhntaube
- Ungarische Huhntaube
- Weiße Ungarische Huhntaube
- Banater Huhntaube
- Portugiesische Huhntaube
- American Giant Crest
- American Miniature Crest
- Swertna-Taube

Auch der Texaner wird gelegentlich zu den Huhntauben gerechnet, EE und Schütte schlagen ihn aber den Formentauben zu.

## Rassetafeln
Fünf dieser Rassen wurden 1906 auch im Schachtzabel beschrieben:

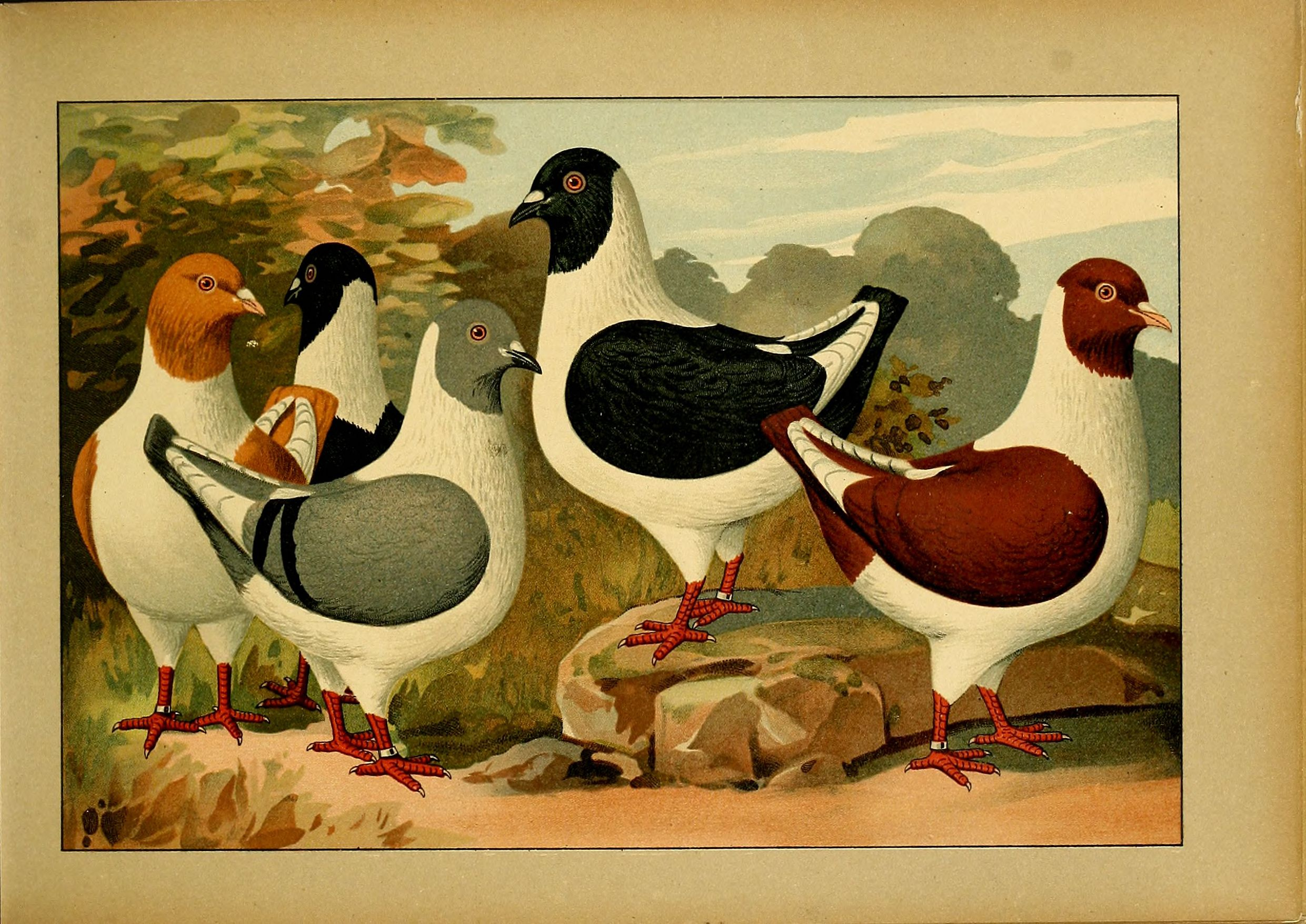
Florentiner im Schachtzabel
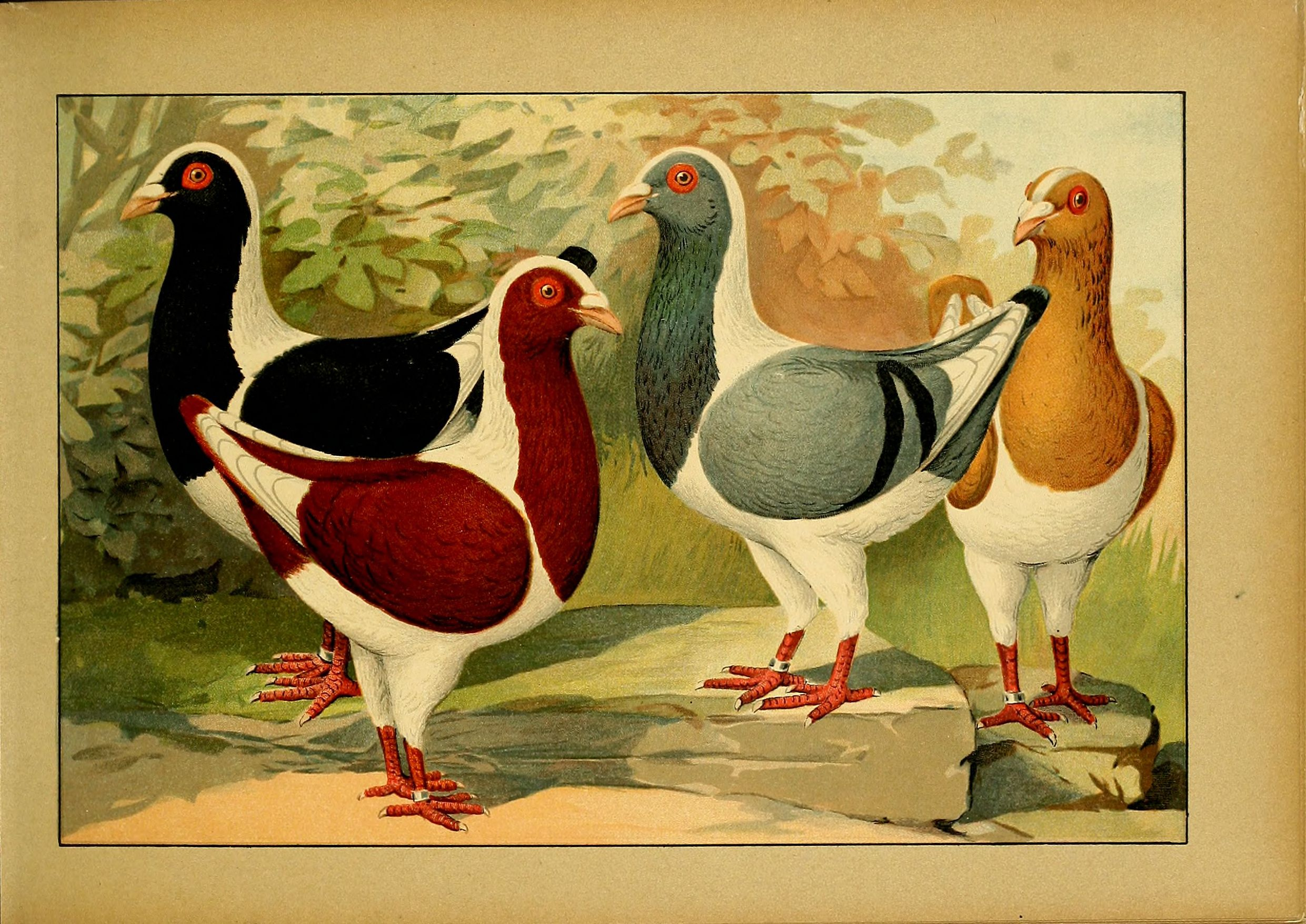
Huhnschecken im Schachtzabel
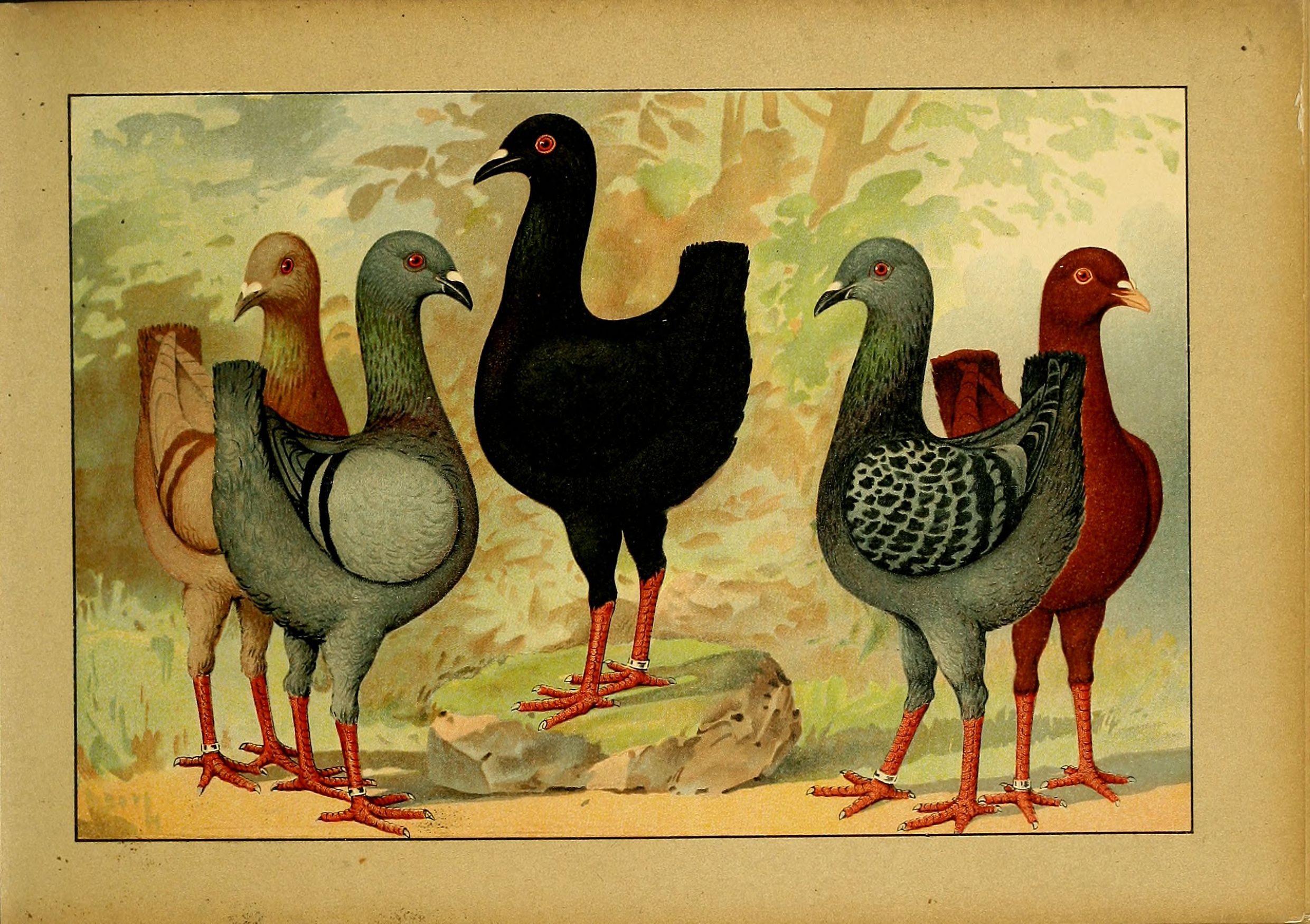
Malteser
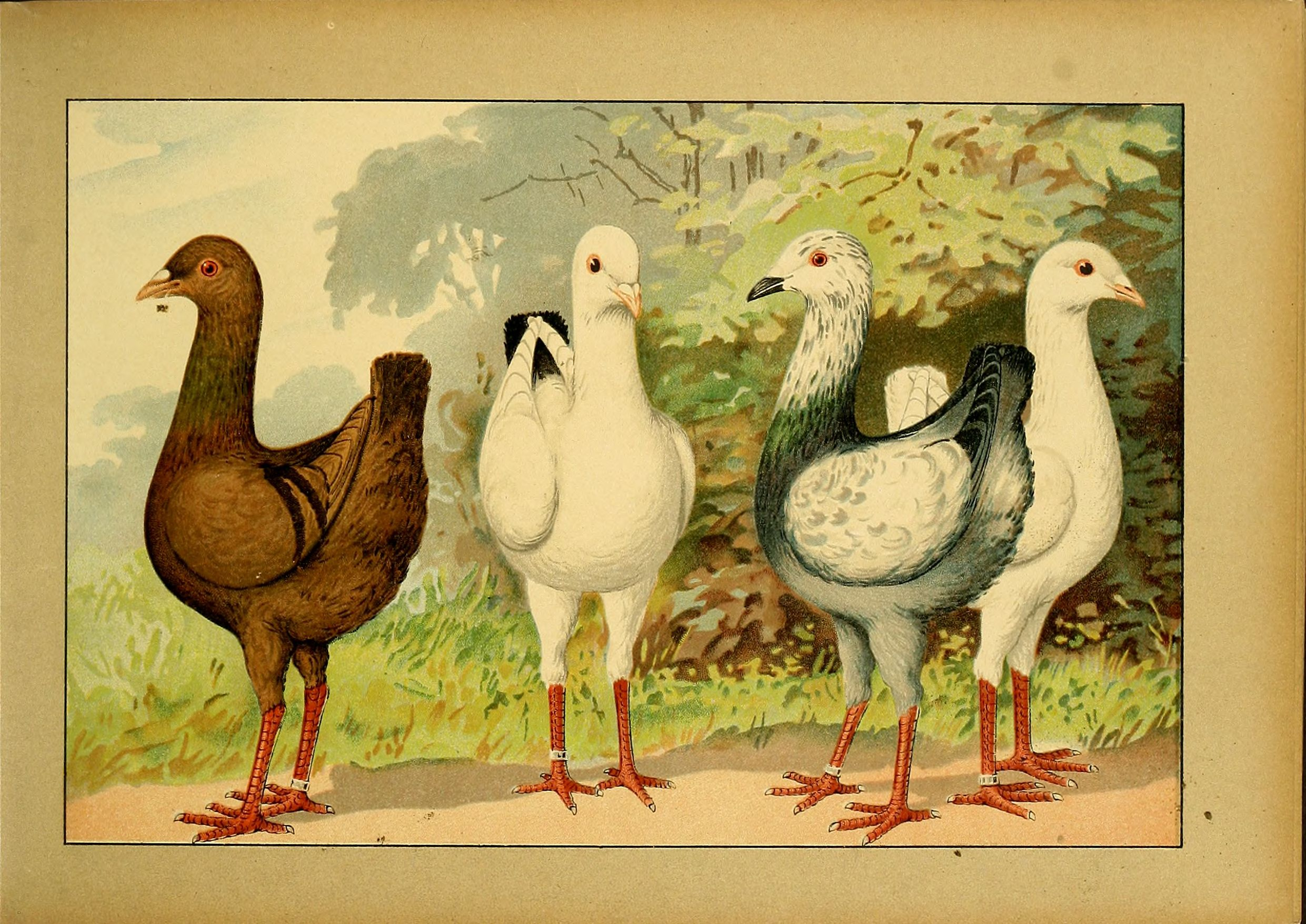
Malteser
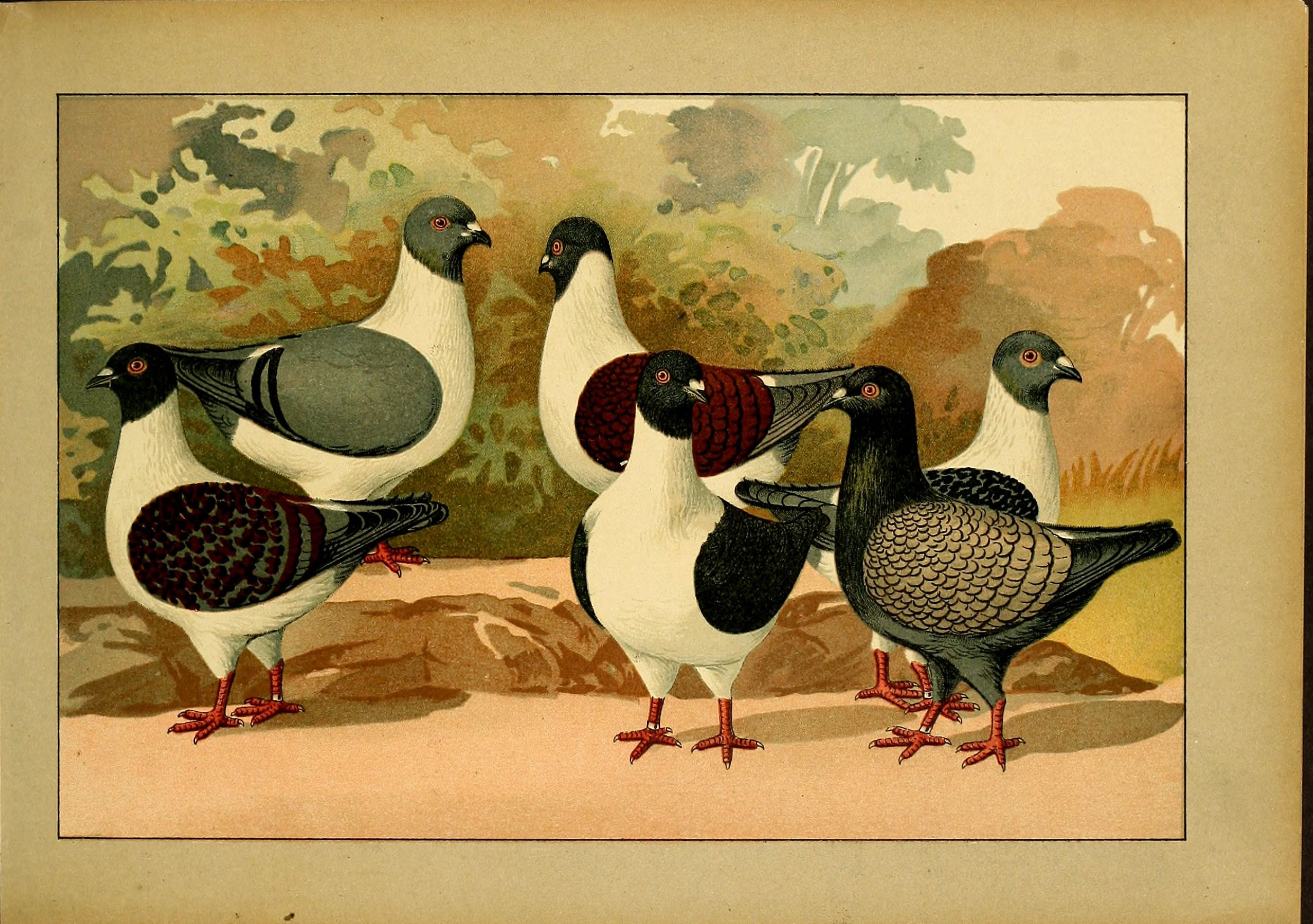
Deutsche Modena im Schachtzabel